# Džemat (islam)
Džemat za muslimane predstavlja temeljnu, osnovnu i najmanju organizacijsku jedinicu. Kroz džemat muslimani ostvaruju osnovna vjerska prava, obaveze i provode različite aktivnosti. Džemat u pravilu tvori skupina od najmanje 100 muslimanskih kućanstava koja žive na jednom području i koja su međusobno povezana u izvršavanju zajedničkih islamskih dužnosti.